# ペイントソフト

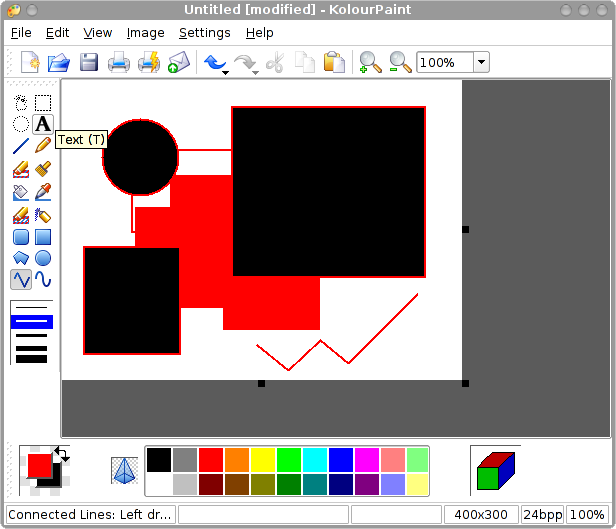
KDEのペイントソフトKolourPaint

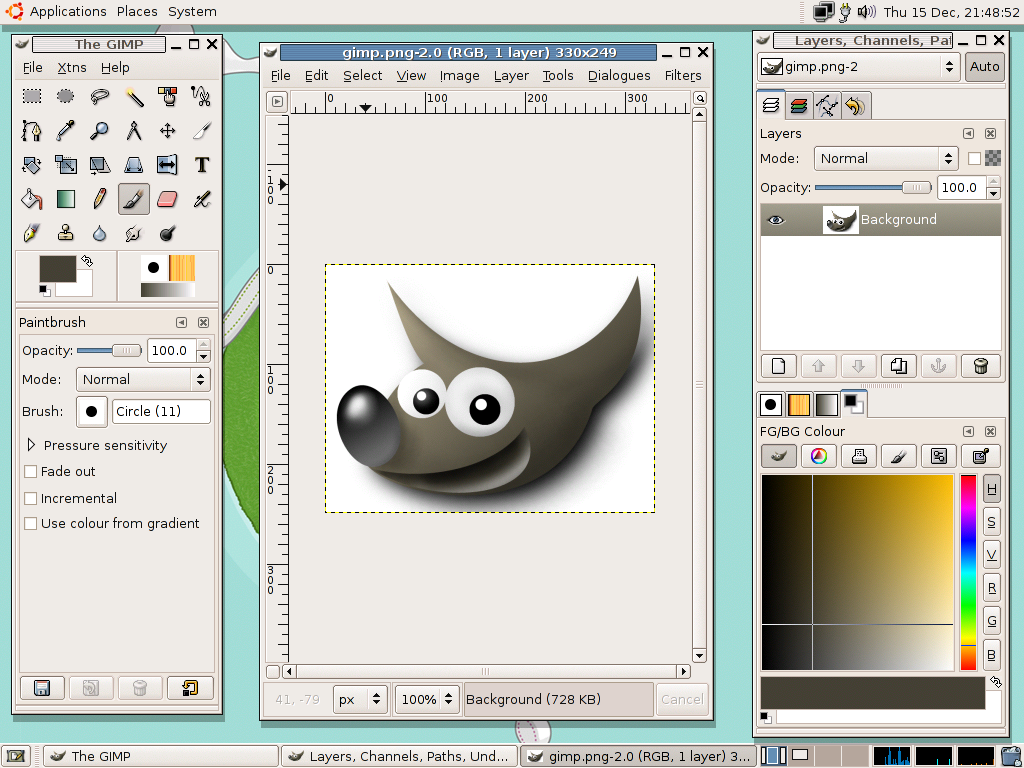
GIMP

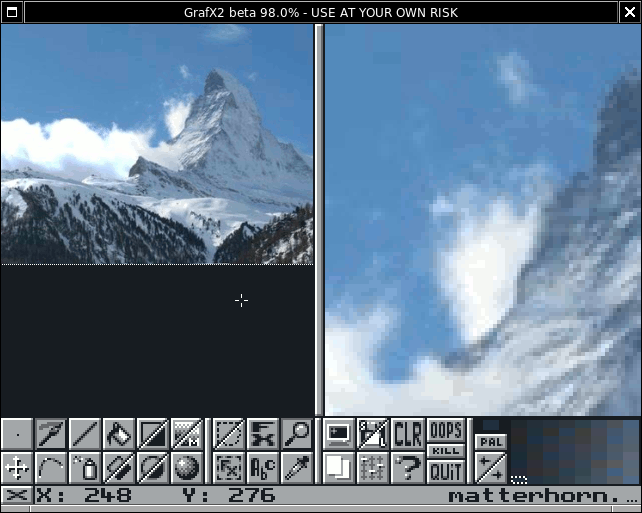
GrafX2

ペイントソフト（英: painting software）はコンピュータ上の2次元画像をラスター形式で描画・編集するためのグラフィックソフトウェアである。
ラスターグラフィックスエディタ（英: Raster graphics editor）、ペイント系ソフト、ペイントツール、ペイントアプリ、お絵かきソフト、イラストソフト、画像編集ソフトとも呼ばれる。

## 概要
ペイントソフトはコンピュータ上において絵（英: painting）や写真などのラスター画像を生成・編集するために使われるソフトウェアである（≒ラスター系2DCGソフトウェア）。内部表現は通常ラスター形式である。Adobe PhotoshopやCorel Paint Shop Proなど、写真修正や加工を目的とした画像編集ソフトもペイントツールの一種だが、フォトレタッチという言葉が普及してからは、ペイントツールと言えばCorel Painterなど、イラスト作画用アプリケーションを指すことが多くなってきている。
通常はローカルコンピュータ（PCやタブレット端末など）にインストールするスタンドアロンタイプのソフトウェアを指すが、お絵かき掲示板やお絵かきチャットなどコミュニケーションツールとしてウェブブラウザ上で動作する簡易的なペイントアプリも登場している。また、Microsoft Windows 7のタッチ機能に対応したPaint ItやYouPaintなど、タッチ対応モニターをキャンバスにして指で直接描くことが可能なソフトウェアも登場してきている。コンピュータの性能向上とHTML5/CSS3の普及により、ブラウザ上で高機能な画像編集を可能とするソフトウェアも登場している。
1970年代に初めて登場し、現在でも機能・ユーザビリティ・応用範囲が拡張され続けている（#歴史）。2024年現在では高機能なプロ向けソフトウェアから高い拡張性のオープンソースソフトウェアまで様々なペイントソフトが存在している（#主なペイントソフト）。

## 特徴
ペンタブレットの筆圧感知機能に対応するソフトウェアでは、強弱や入り抜きを付けた線を描画したり、かすれを表現したりできる。
現実に紙やキャンバスを使って描く絵と違うのは、コンピュータ上の仮想キャンバスを使えるため、失敗のやり直しや塗り重ね、修正が（仕様およびメモリ空き容量の許す範囲で）無制限に可能なこと、筆やペンから絵具が尽きないこと、設定次第で画材の特性を変更できること、一度作った色や画材を永久に使うことができること、などである。

## 一般的な機能
- 編集領域選択と移動・変形（アフィン変換）
- 色・大きさ・形・筆圧感度の異なるブラシを用いた描画
- 領域の単色・グラデーション・テクスチャによる塗り潰し
- 異なる色モデル（RGB、HSVなど）や、スポイトを用いた色の選択
- 入力した文字列を指定フォントで描出
- （画像編集ソフト）傷、汚れ、皺、その他の欠陥を写真から除去
- レイヤーを用いた合成編集
- 異なる色モデル間の編集・変換（RGB⇔CMYKなど）
- フィルターによりシャープ化やぼかしのような効果を掛ける
- 画像ファイルフォーマット間の変換

## ペイントソフトとドローソフト
ドローソフト（ベクター形式のグラフィックソフトウェア）はよくペイントソフト（ラスター形式、ここでは画像編集ソフトも含む）と対比され、両者の能力は互いに補い合うものである。ドローソフトはグラフィックデザイン、レイアウト、タイポグラフィ、ロゴタイプ、鋭角的な芸術的イラストレーション（カートゥーン、クリップアート、複雑な幾何学模様など）、テクニカルイラストレーション、ダイアグラム、フローチャートなどにより適している。ペイントソフトはリタッチ、写真加工、写真のようにリアルなイラストレーション、コラージュ、そしてペンタブレットを用いた手描きのイラストレーションにより適している。今日の多くのイラストレーターはCorel PHOTO-PAINTやPhotoshopを用いてありとあらゆるイラストレーションをこなす。
GIMPやPhotoshopなどのペイントソフトの最近のバージョンは（編集可能なパスのような）ベクター系のツールもサポートしており、またCorelDRAWやAdobe Illustratorのようなドローソフトも徐々にラスター系のソフトウェアにしかなかった機能やアプローチを取り入れるようになってきている（ぼかしなど）。

## 歴史

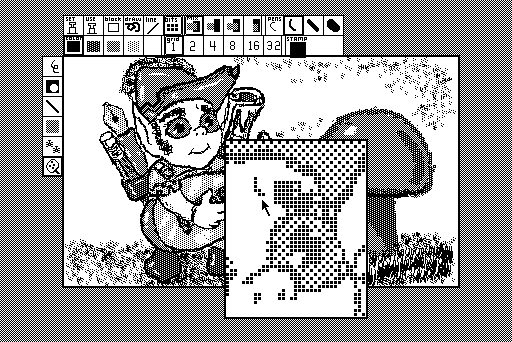
Smalltalk BitRectEditor

1975年にペイントソフトの始祖的な存在である BitRectEditor が登場した。このペイントソフトはテッド・ケーラーらが暫定ダイナブック環境に組み込む形で提供された。ツールパレットやBitBlt機能を活用したスタンプ機能、ドット拡大編集機能などがこの時点で既に実装されている。
1984年頃に登場したMacPaintでは投げ縄ツールによる選択やペンキツールによる塗りつぶし機能が実装された。
日本ではMacintosh普及以前からPC-9801にドット絵編集ソフトがあった。特に同機種のアナログ16色表示に対応したゲームソフトの開発用に高機能なソフトも市販されていた。その後Microsoft Windows 3.1にマイクロソフト ペイントブラシが登場したが、このころまでは「お絵描きソフト」と販売サイドも開発サイドも呼んでいた。これはやや自虐的であり、色数が16色または256色しかない「子供だましのレベル」というニュアンスが込められていた。「ペイントソフト」という呼び方が定着したのは、パソコンのグラフィック機能が強化され、フルカラーで処理できるMacintosh IIのアプリケーションが登場してから（1987年以降）のことである。

## 主なペイントソフト
シェアウェア
- Painter
- CLIP STUDIO PAINT
- SAI(SAI2)

フリーウェア
- Gimp
- FireAlpaca
- MediBangPaint
- Krita
- Pixia